# Рой Салвадори
Рой Салвадори (на английски: Roy Salvadori) (12 май 1922 - 3 юни 2012) е бивш пилот от Формула 1.

## Формула 1
Рой Салвадори прави своя дебют във Формула 1 в Голямата награда на Великобритания през 1952 година. В световния шампионат записва 50 състезания като се класира два пъти на подиума и събира 19 точки.